# Powstanie w Bolonii
Powstanie w Bolonii – jeden z epizodów Wiosny Ludów, który miał miejsce w 8 sierpnia 1848 roku.
Marcowe austriackie powstanie w Mediolanie zapoczątkowało serię rebelii w innych miastach włoskich. Dnia 7 sierpnia 1848 r. doszło do demonstracji studenckich w Bolonii, które dzień później przerodziły się w zbrojne powstanie. W mieście doszło do utarczek z wojskiem austriackim. Ostatecznie, liczący 3 tysiące ludzi garnizon austriacki dowodzony przez generała Ludwika Waldena opuścił miasto i wycofał się na północ kraju.